# Tmesisternus oblongus
Tmesisternus oblongus är en skalbaggsart som beskrevs av Jean Baptiste Boisduval 1835. Tmesisternus oblongus ingår i släktet Tmesisternus och familjen långhorningar.
Artens utbredningsområde är Irian Jaya. Inga underarter finns listade i Catalogue of Life.